# Laevityphis
Laevityphis là một chi ốc biển, là động vật thân mềm chân bụng sống ở biển thuộc họ Muricidae, họ ốc gai.

## Các loài
Các loài thuộc chi Laevityphis bao gồm:
- Laevityphis bullisi Gertman, 1969[2]
- Laevityphis tillierae (Houart, 1985)[3]
- Laevityphis tubuliger (Thiele, 1925)[4]